# Birmese smalkopweekschildpad
De Birmese smalkopweekschildpad (Chitra vandijki) is een schildpad uit de familie weekschildpadden (Trionychidae). 

## Naam en indeling
De soort is pas in 2003 wetenschappelijk beschreven door William Patrick McCord en Peter Charles Howard Pritchard. De wetenschappelijk soortaanduiding vandijki is een eerbetoon aan de Nederlandse zoöloog Peter Paul van Dijk.

## Uiterlijke kenmerken
Het holotype had een rugschildlengte van 22 centimeter, de maximale schildlengte kan oplopen tot ongeveer 41 cm. Het lichaam heeft een groene tot grijze tot bruine kleur, het buikschild is lichter tot wis of rose-achtig. De schildpad lijkt op verwante soorten uit het geslacht Chitra maar heeft een afwijkende tekening aan de voorzijde van het schild. Hier is een V- vormige vlek aanwezig met de punt naar voren, die echter geen dichte driehoek vormt zoals bij andere soorten het geval is. Tussen de ogen is een lichte streep aanwezig maar niet rond de bovenzijde van de kop zoals bij andere Chitra- soorten.
De kop en nek zijn smal en de buisvormige snuit is kort, de ogen zijn relatief ver naar voren geplaatst. Net als alle weekschildpadden heeft het schild geen verharde hoornplaten aan de bovenzijde en steekt de huid over de schildrand. De poten zijn krachtig en hebben goed ontwikkelde zwemvliezen.

## Levenswijze
De Birmese smalkopweekschildpad is een carnivoor die leeft van vissen en waarschijnlijk ook ongewervelden zoals kreeftachtigen en tweekleppigen. Over de voortplanting en ontwikkeling is nog weinig bekend. 

## Verspreiding en habitat
De schildpad komt voor in delen van Azië en leeft in de landen Myanmar en Thailand. Waar de soort precies voorkwam was lange tijd onbekend. Het holotype werd gekocht op een markt in Yunnan (China) maar hier komt het dier niet van nature voor. Er zijn bevestigde exemplaren bekend uit de rivieren Chindwin en Irrawaddy. De soort is aangetroffen van zeeniveau tot op een hoogte van ongeveer 300 meter boven zeeniveau. De habitat bestaat uit rivieren met een zanderige bodem.

## Bedreiging en bescherming
De Birmese smalkopweekschildpad is net als andere schildpadden gewild als bushmeat in delen van Azië en wordt zowel in Myanmar gegeten als in andere landen zoals China. Door de internationale natuurbeschermingsorganisatie IUCN is de beschermingsstatus 'ernstig bedreigd' toegewezen (Critically Endangered of CR).